# Homoeotricha brevicornis
Homoeotricha brevicornis är en tvåvingeart som först beskrevs av Chen 1938.  Homoeotricha brevicornis ingår i släktet Homoeotricha och familjen borrflugor. Inga underarter finns listade i Catalogue of Life.